# Napoleon Cordy
Hannibal Napoleon David Alfred Thomas (“Nap”) Cordy (29 de julio de 1902 — 30 de enero de 1977) fue un estudioso británico en el campo de la civilización maya precolombina, que hizo varias contribuciones importantes al conocimiento que se tiene de las culturas mesoamericanas, particularmente en lo que se refiere al desciframiento de los glifos mayas durante los años de 1930 a 1940.

## Datos biográficos
Cordy nació el año de 1902 en Cheltenham, Inglaterra. Su familia emigró con él a los Estados Unidos de América en 1913, estableciéndose en el poblado de Globe (Arizona). Su padre trabajó en las minas de cobre y de carbón dándole a Cordy una educación somera y concentrada en la minería. Con los años Napoleon Cordy se recibió de ingeniero en minas por la Universidad de Arizona. En 1922 se trasladó a Los Ángeles. California.
Trabajando para el Departamento de Aguas y Electricidad de la ciudad de Los Ángeles, Cordy fue cautivado por la civilización maya y muy especialmente por la escritura maya. Escribió artículos para diversas publicaciones conforme iba ahondando en el conocimiento de los glifos mayas. Llegó a ser experto en el tema y contribuyó para la revista especializada The Masterkey, publicada por el Museo del Sureste en Los Ángeles. Alcanzó una gran reputación por la seriedad de sus estudios y por la capacidad que demostró para descifrar e interpretar los jeroglíficos mayas. Murió en 1977, a los 74 años de edad.
Su hija, Alana Cordy-Collins, se graduó de antropóloga y arqueóloga, especializándose en historia del Perú. Es estudiosa de la Cultura Chavín y de los Moche. Es profesora de antropología en la Universidad de San Diego, en California. Ross Cordy, sobrina de Napoleon, es también antropóloga especializada en las civilizaciones de la Polinesia y maestra de arqueología en la Universidad de Hawái.

## Obra
La publicaciones de Cordy incluyen
- (en inglés) «Meaning of Maya day-names». The Masterkey 5 (5): pp.135-144. 1931.
- (en inglés) «Origin of the Tonalamatl». The Masterkey 7: p.80. 1933.
- (en inglés) «Cardinal point south in Maya language and glyph and its implications». Maya Research 3: pp.326-329. 1936.
- (en inglés) Cordy, N. (1946). «Examples of phonetic construction in Maya hieroglyphs». American Antiquity (American Antiquity, Vol. 12, No. 2) 12 (2): pp.108-117. ISSN 0002-7316. doi:10.2307/275343.